# L'impostore (commedia)
L'impostore è un'opera teatrale in tre atti in prosa di Carlo Goldoni scritta nel 1754 su commissione di padre Giambattista Roberti e rappresentata per la prima volta nel collegio dei Gesuiti di Modena nella primavera dello stesso anno e poi replicata, sempre con grande successo, nei collegi di Bologna, Reggio nell'Emilia e Milano.
L'argomento militare, alquanto inconsueto per il teatro goldoniano (ha due precedenti nell'intermezzo per musica Il quartiere fortunato del 1744 e nella commedia L'amante militare del 1751 e verrà ripreso con La guerra del 1760) fu scelto per venire incontro alle esigenze di una commedia senza donne e suscettibile di qualche esercizio militare, per un collegio di Gesuiti.

## Trama
Venezia. Orazio Sbocchia si finge capitano dell'esercito, ma dopo una serie di peripezie verrà smascherato e giungerà al ravvedimento finale.

## Poetica
Scrisse l'autore: Varie sono le specie degl'Impostori, dei Raggiratori, dei Furbi. Fra questi uno ne ho scelto, il di cui argomento è pur troppo vero, e tanto vero, che io medesimo interessato ne sono, e ne formo uno de' personaggi della Commedia. Infatti la commedia trae spunto da un episodio autobiografico risalente agli anni 1742-43, al tempo delle guerre franco-spagnole, quando Goldoni svolgeva a Venezia le funzioni di console della Repubblica di Genova e dove ebbe a che fare con un impostore che per sette lunghi mesi si spacciò per capitano di una potenza europea: Feci uso di tutta l’energia che lo sdegno poteva ispirarmi, collocando mio fratello in tutta l’estensione del fatto, nulla risparmiando a me stesso e dando alla mia balordaggine tutto il ridicolo che meritava. Questo piccolo lavoro mi produsse un infinito bene, e dissipò dal mio animo il turbamento che la malignità di un birbante vi aveva destato. Mi credetti vendicato.